# Jacques Thomelin
Jacques-Denis Thomelin (1640-1693) fou un músic i compositor francès. Famós organista en el seu temps, fou un dels quatre mestres que actuaven en la capella de Lluís XIV (Nivers, Buterne i Lebègue). També desenvolupà aquest càrrec en l'església de Saint-Jacques-de-la-Boucherie, de París. Mestre de Couperin, era considerat un dels instrumentistes grans de la seva època. Deixà escrites nombroses obres per a orgue i clavecí, però fins al seu descobriment al segle XX no es publicaren.